# 漢師德萃學校
漢師德萃學校（英語：VNSAA St. Hilary's School）是香港一所位於旺角洗衣街的全日制私立小學，教學語言以英語為主，中文科及常識科以普通話教授。

## 歷史
漢師德萃學校於2018年創校，前身為漢文師範同學會小學。辦學團體為漢文師範同學會，並由德萃教育機構營運。

## 學校名稱
- 德萃 - 德是指品德，個人修養；萃是指精萃，最好的。
- St. Hilary's 指健康，開心。

## 校徽
- 盾 : 代表如堅固城牆的保護, 安全健康的校舍
- SH : St. Hilary's 的簡寫
- 書本: 代表知識
- 紫荊花: 代表香港
- 桂冠: 代表第一，頂尖
- 藍色 : 代表自由，開放

- 本校學生在一個安全，受保護的環境下，接受最好的教育，並以校訓「德以為本，學以精萃」的教學方針，致力成為香港頂尖的學府。

## 班級結構
| 年份 | 總數 | 小一 | 小二 | 小三 | 小四 | 小五 | 小六 |
| ---- | ---- | ---- | ---- | ---- | ---- | ---- | ---- |
| 2018 | 8    | 4    | 2    | 1    | 1    | 0    | 0    |
| 2019 | 12   | 4    | 4    | 2    | 1    | 1    | 0    |
| 2020 | 15   | 3    | 4    | 4    | 2    | 1    | 1    |
| 2021 | 17   | 3    | 3    | 4    | 4    | 2    | 1    |